# Cayetano Roldán
Cayetano Roldán Moreno (San Fernando, 1882-29 de octubre de 1936) fue un médico y político español, último alcalde republicano de San Fernando desde el 28 de febrero de 1936 hasta su asesinato el 29 de octubre del mismo año.

## Biografía
Nace en el seno de una familia liberal burguesa, su padre Manuel Roldán y Ramos también fue médico y alcalde de la ciudad, teniendo los mismos cargos que su hijo. Cayetano está casado con Dolores Armario Domínguez. En total tuvo ocho hijos; Manuel, Juan, Catalina, Clara, Carmen, Cayetano, Teresa y Dolores Roldán Armario.
Comenzó en el ámbito local, siendo elegido concejal en el ayuntamiento de San Fernando (Cádiz) por las municipales de 1931. Posteriormente fue elegido alcalde de la isla en el mismo año tras las elecciones generales, pero el 29 de octubre de 1936 dejó la alcaldía tras ser fusilado, durando Roldán Moreno solo una legislatura, siendo el primer alcalde en durar apenas un año.  
Asesinado tras el golpe de Estado de 1936, en el que fue cesado como alcalde de su ciudad natal y llevado a prisión, permaneciendo unos 112 días allí, cuando fue fusilado por unos jóvenes franquistas en San Fernando (Cádiz) el 29 de octubre de 1936, siendo enterrado en el Cementerio de la isla.
Cayetano Roldán Moreno cuenta con una avenida a su nombre, ubicada en su ciudad natal, entre la Avenida de Pery Junquera y la Calle Colón, llamada Avenida Cayetano Roldán.
Entre la Plaza de la Barriada y la Avenida que lleva su nombre, Cayetano cuenta con una escultura, construida por el escultor isleño Cristóbal Cepillo Galvín, e inaugurada el 1 de noviembre de 2019 en San Fernando (Cádiz).
Además de eso, también cuenta con un centro medico el cual lleva su nombre ubicado en la Avenida del Cid de San Fernando (Cádiz).

## Distinciones
- En 2020, el Ayuntamiento de San Fernando le otorgó el título de Alcalde honorario de la Isla.